# Maria Egiziaca
Santa Maria Egiziaca (Alessandria d'Egitto, 344 circa – 421) fu una monaca ed eremita egiziana, venerata come santa dalla Chiesa cattolica, da quella ortodossa e da quella copta.
Sebbene il racconto della sua vita, così come ci è stato tramandato da Sofronio, vescovo di Gerusalemme, sia costituito quasi esclusivamente da elementi di dubbio valore storiografico, esso si basa tuttavia su un nucleo storico, consistente nella presenza nell'entroterra palestinese della tomba di una santa eremita di nome Maria, presente fin dal V secolo.

## Agiografia
Nata attorno al 344 ad Alessandria d'Egitto, Maria fuggì dalla propria casa all'età di dodici anni abbandonandosi ad una vita dissoluta e guadagnandosi da vivere elemosinando e facendo la prostituta, anche se nella sua Vita si racconta di come spesso rifiutasse i soldi offerti per i propri favori sessuali. All'età di ventinove anni incontrò ad Alessandria un gruppo di pellegrini che si stavano imbarcando per Gerusalemme e, spinta dal desiderio di lasciare l'Egitto per visitare nuove terre, s'imbarcò con loro, seducendoli uno dopo l'altro.
Una volta arrivata nella città, durante il giorno della festa della croce fu impedita dal recarsi insieme ai suoi compagni nella Basilica da una forza che la tratteneva. Resasi conto del motivo di quell'impedimento, si mise a pregare davanti all'icona della Madre di Dio e solo dopo riuscì ad entrare e ad adorare la Croce di Gesù. Uscendo, pregò nuovamente davanti alla stessa icona della Madre di Dio e sentì una voce che le disse «se attraverserai il fiume Giordano, ritroverai quiete e beatitudine». 
Sentitasi quindi chiamata presso il fiume Giordano, vi si recò e, pentitasi della propria esistenza dissoluta, si immerse nelle sue acque per purificarsi, ricevendo in seguito la comunione eucaristica nella basilica di san Giovanni Battista, allora sita sulle rive del fiume. Da quel momento viene raccontato che Maria iniziò un lungo cammino di penitenza per il deserto.

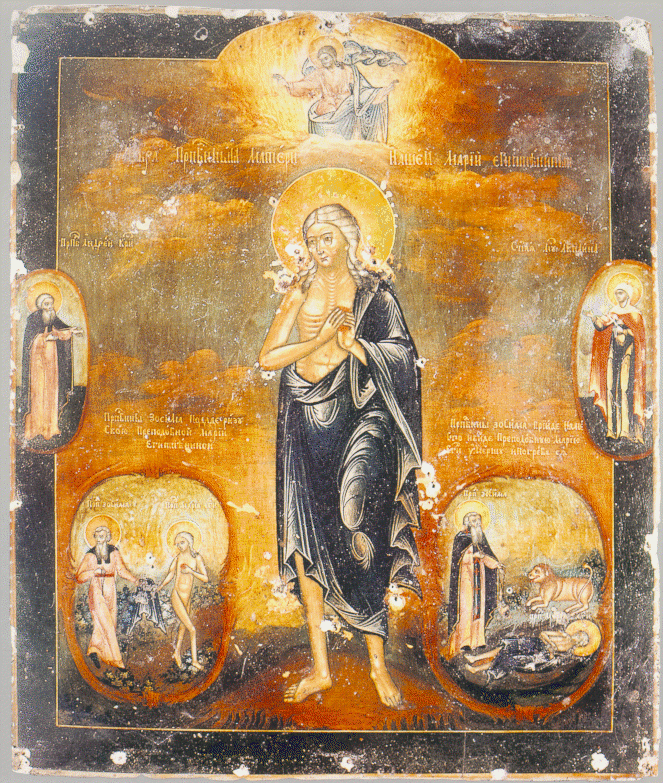
Icona russa

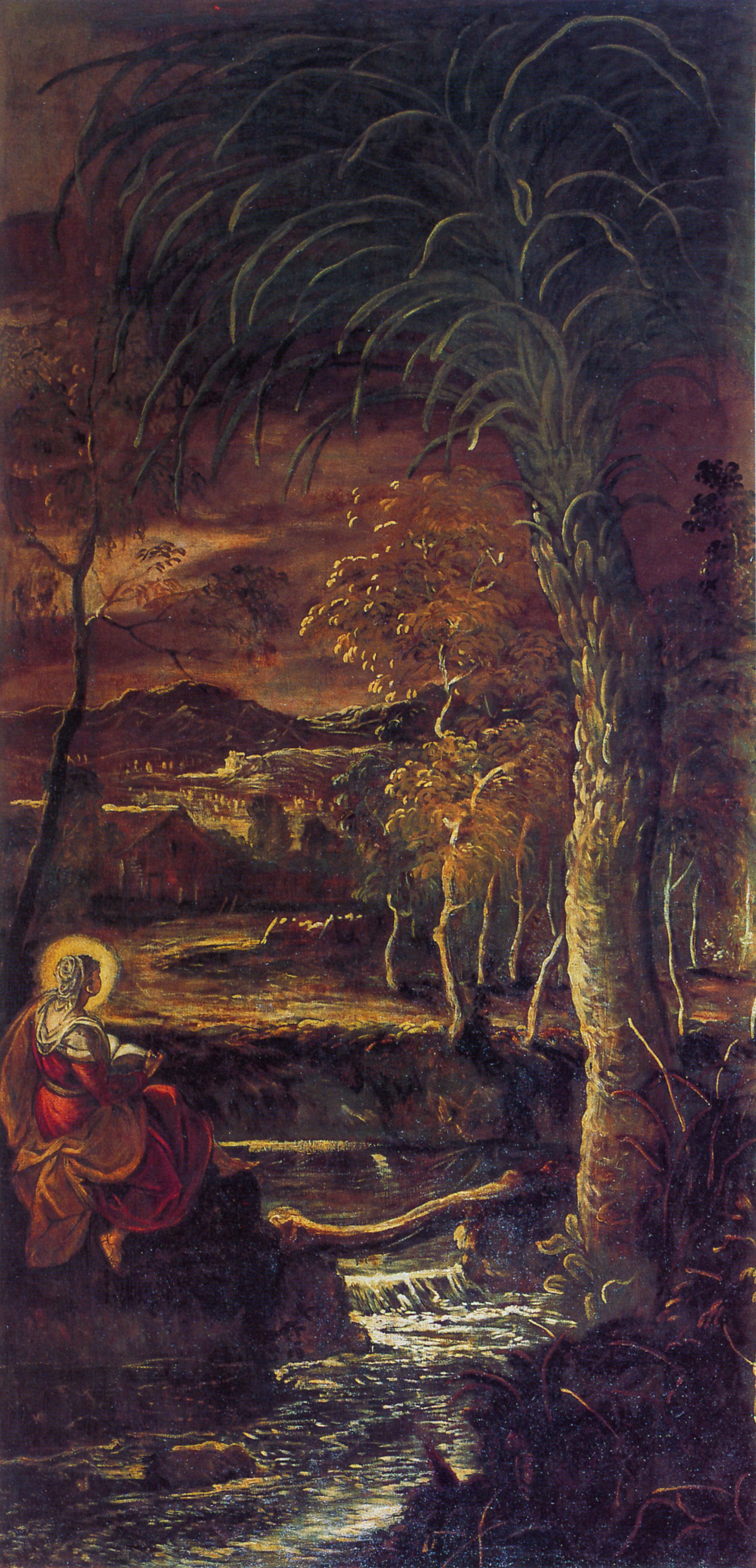
Opera del Tintoretto raffigurante Santa Maria Egiziaca (1582 - 1587)

Il suo errare solitario durò quarantasette anni, durante i quali si nutrì solo con l'erba che trovava sul suo cammino. Zosimo, monaco di un monastero palestinese, la incontrò durante un analogo pellegrinaggio da lui intrapreso per il periodo quaresimale. Secondo le parole di Sofronio, trovò innanzi a sé una donna molto magra, nuda e con lunghi capelli bianchi come la lana. Acconsentendo a parlare con il monaco dopo essersi fatta consegnare da lui un mantello per coprirsi, Maria raccontò a Zosimo le circostanze che l'avevano portata a quel lungo pellegrinaggio e, per la seconda volta dall'arrivo in Palestina, ricevette l'Eucaristia. Zosimo lasciò Maria promettendo di ripassare da lei nello stesso luogo l'anno successivo. 
Il monaco tornò, come aveva promesso, trovando però la santa morta, con indosso lo stesso mantello che le aveva donato l'anno precedente. Leggenda vuole che la sua tomba fu scavata da un leone con i suoi artigli.

## La narrazione di Sofronio
Sofronio di Gerusalemme ne fece una narrazione che ebbe molto successo, e ne furono redatte numerose traduzioni  e adattamenti in più lingue:
- in latino, quelle di Paolo Diacono e di Anastasio il Bibliotecario,
- un poema di Flodoardo,
- una traduzione in francese, di Rutebeuf,
- un capitolo de la Legenda Aurea di Jacopo da Varagine.

## Culto
Nonostante la vita di questa santa sia suffragata da scarsi elementi storici, il culto di Santa Maria Egiziaca si diffuse rapidamente in tutta la cristianità, venerata come santa patrona delle prostitute pentite: a Bologna, ad essa fu dedicata una struttura non conventuale volta ad ospitare le malmaritate.
La data tradizionale della commemorazione di Santa Maria Egiziaca in Occidente è il 1º aprile.

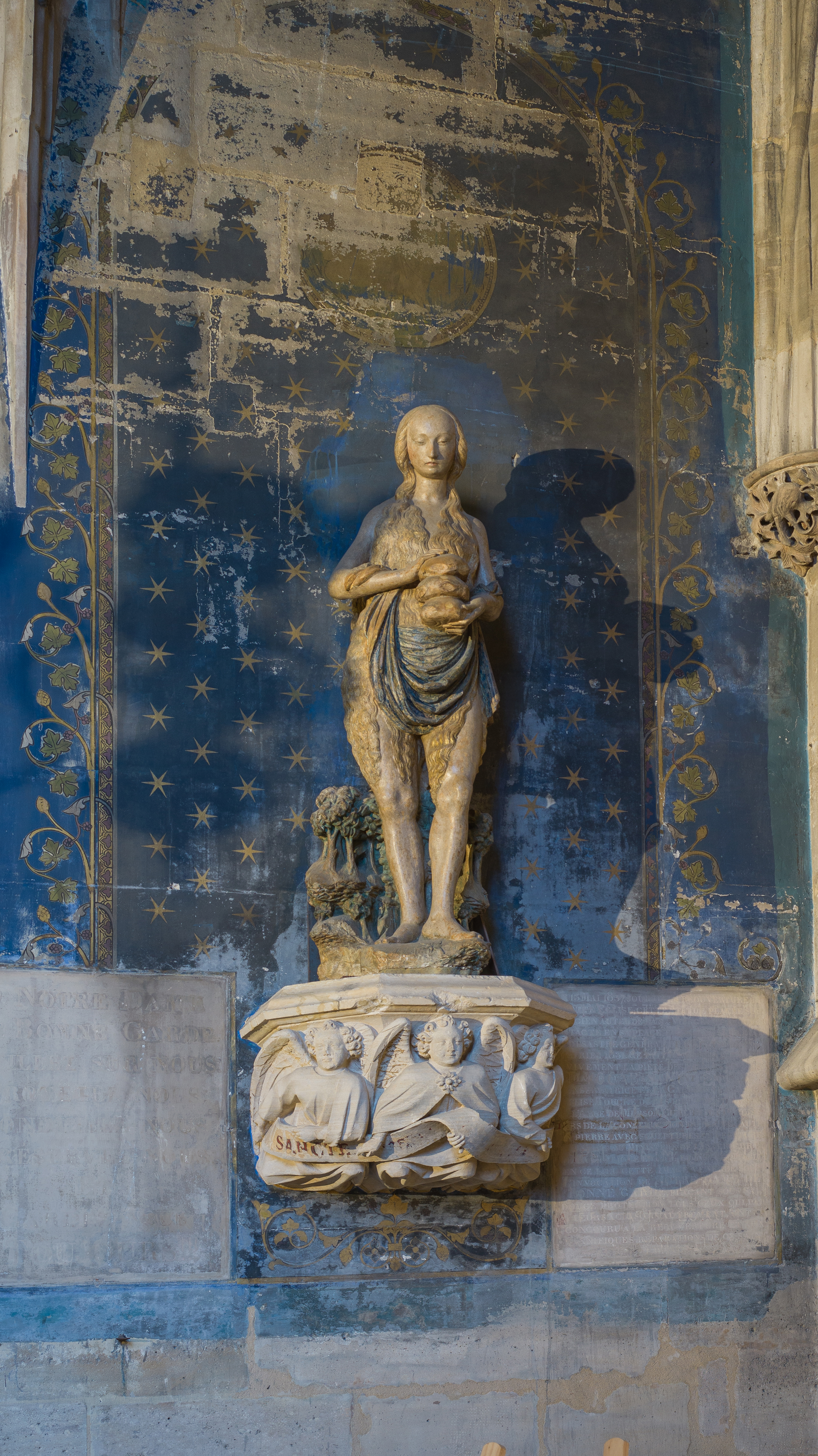
Statua di Maria Egiziaca nella Chiesa di Saint-Germain-l'Auxerrois a Parigi

## Simboli iconografici
Nell'iconografia è raffigurata come penitente presso una grotta con i capelli lunghi che le coprono il corpo, con i tre pani che si portò nel deserto e a volte con accanto il leone che aiutò Zosimo a seppellirla.
È diffusa anche l'immagine della Santa mentre riceve l'Eucaristia portata da Zosimo o dagli angeli.

## Chiese dedicate alla santa
- Chiesa di Santa Maria Egiziaca a Forcella o all'Olmo, Napoli
- Chiesa di Santa Maria Egiziaca a Pizzofalcone, Napoli
- Chiesa di Santa Maria Egiziaca (Tempio di Portuno), Roma
- Chiesa Santa Maria Egiziaca a Gesturi (Cagliari)